# Vladimir Beklemichev (zoologiste)
Pour les articles homonymes, voir Vladimir Beklemichev.
Vladimir Nikolaïevitch Beklemichev (en russe : Владимир Николаевич Беклемишев ; en anglais : Vladimir Nikolaevich Beklemishev) est un zoologiste russe et soviétique, né le 22 septembre 1890 (4 octobre dans le calendrier grégorien) à Grodno et mort le 4 septembre 1962 à Moscou.

## Biographie
Sa famille compte plusieurs médecins. Il fait ses études à l’université impériale de Saint-Pétersbourg où il est diplômé en 1913. Il enseigne à l’université de Perm (1920) avant d’obtenir la chaire d’entomologie (1932) à l’Institut de paludisme et de parasitologie médicale de Moscou. En 1934, il enseigne à l’université d'État de Moscou et devient membre de l’académie de médecine de l’URSS. Il participe au comité de l’OMS contre le paludisme.
Beklemichev travaille sur la biologie des espèces de moustiques impliquées dans la transmission du paludisme ainsi que sur d’autres espèces ectoparasites. Sous son action, l’URSS arrive à presque entièrement se défaire du paludisme.
Ses recherches en biologie et écologie ne seront que tardivement et partiellement connues à l’extérieur. Une traduction en anglais dans les années 1950 est cependant très connue sous le titre de Principles of comparative anatomy of invertebrates. C'est un manuel de référence sur l’anatomie comparée des invertébrés.
De nombreux noms scientifiques d'animaux ont été attribués en son honneur, par exemple :
- Beklemischeviella Luther, 1943
- Actinoposthia beklemishevi Mamkaev, 1965
- Chromadorissa beklemishevi Filipjev, 1917
- Pontaralia beklemichevi Mack-Fira, 1968
- Latitanais beklemishevi Kudinova-Pasternak, 1987
- Phascolion beklemishevi Murina, 1964
- Volvobrachia beklemischevi Ivanov, 1957

### Sources
- (en) Courte biographie et présentation de ses travaux en écologie
- (ru) Courte biographie sur le site de l’université de Moscou